# 阿诺克斯
阿诺克斯（法語：Anhaux，法語發音：[anoks]）是法国大西洋比利牛斯省的一个市镇，位于该省西南部，属于巴约讷区。

## 地理
阿诺克斯（43°10'9"N, 1°17'28"W）面积12.33 平方千米，位于法国新阿基坦大区大西洋比利牛斯省，该省份为法国东南部省份，涵盖了贝阿恩与北巴斯克，西临大西洋比斯開灣，北至朗德省，东北接热尔省，东临上比利牛斯省，南与西班牙接壤。
与阿诺克斯接壤的市镇（或旧市镇、城区）包括：阿斯卡拉特、邦卡、伊鲁莱吉、拉斯、圣艾蒂安-德巴伊戈里。
阿诺克斯的时区为UTC+01:00、UTC+02:00（夏令时）。

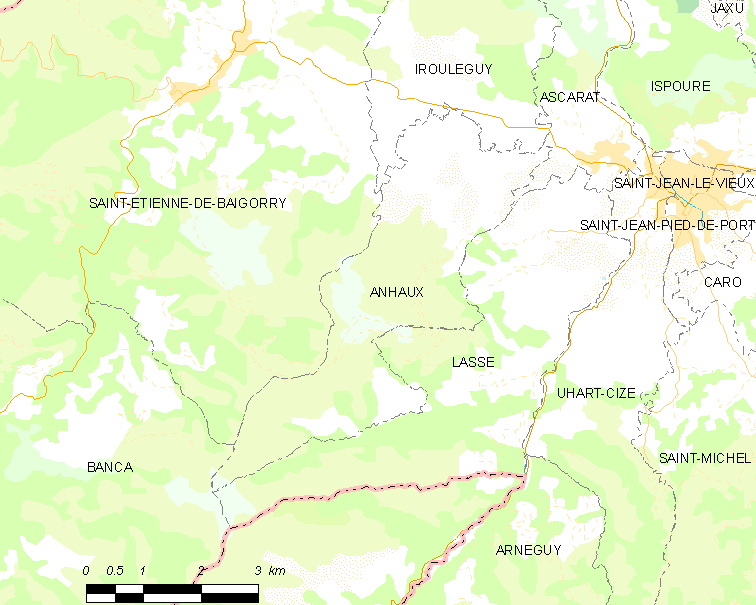
阿诺克斯的OSM定位图

## 行政
阿诺克斯的邮政编码为64220，INSEE市镇编码为64026。

## 政治
阿诺克斯所属的省级选区为巴斯克山地县。

## 人口

1962-2008年间阿诺克斯人口变化图示

阿诺克斯于2022年1月1日时的人口数量为383人。